# Natació als Jocs Olímpics d'estiu de 1904 - 50 iardes lliures
La prova dels 50 iardes lliures fou la més curta de tot el programa de natació que es disputà als Jocs Olímpics de Saint Louis de 1904.
Aquesta era la primera vegada que es duia a terme una prova tan curta dins el programa dels Jocs Olímpics, i l'única en què la iarda s'emprà com a mesura. En posteriors edicions s'inclourà la cursa dels 50 metres lliures, tot i que no serà fins als Jocs de Seül, el 1988.
Hi van prendre part 9 nedadors procedents de 2 països.

## Medallistes
| Or                  | Plata             | Bronze                |
| Zoltán Halmay (HUN) | Scott Leary (USA) | Charles Daniels (USA) |

## Resultats

### Sèries
Els tres primers de cada sèrie passaven a la final. Els resultats dels nedadors que no passen a la final no són clars, però Wael estableix com a possibles competidors a David Hammond, Swatek Edwin i William Orthwein.
| Sèrie 1 |                       |       |       |
| Posició | Nom                   | Temps | Notes |
| 1.      | Zoltán Halmay (HUN)   | 29.6  | QF    |
| 2.      | Leo Goodwin (USA)     |       | QF    |
| 3.      | Raymond Thorne (USA)  |       | QF    |
| 4.      | Desconegut            |       |       |
| 5.      | Desconegut            |       |       |
| Sèrie 2 |                       |       |       |
| Posició | Nom                   | Temps | Notes |
| 1.      | Scott Leary (USA)     | 28.2  | QF    |
| 2.      | Charles Daniels (USA) |       | QF    |
| 3.      | David Gaul (USA)      |       | QF    |
| 4.      | Desconegut            |       |       |

### Final
| Posició | Nom                   | Temps     |
| ------- | --------------------- | --------- |
| Or      | Zoltán Halmay (HUN)   | 28.2 28.0 |
| Plata   | Scott Leary (USA)     | 28.2 28.6 |
| Bronze  | Charles Daniels (USA) |           |
| 4.      | David Gaul (USA)      |           |
| 5.      | Leo Goodwin (USA)     |           |
| 6.      | Raymond Thorne (USA)  |           |